# Antonio Valencia
Luis Antonio Valencia Mosquera (født 4. august 1985) er en ecuadoriansk tidligere professionel fodboldspiller, som i løbet af sin karriere spillede først som fløjspiller og senere som back.
Valencia er bedst kendt for sin tid med Manchester United, som han tilbragte 10 år med, og hvor han i 2018 blev den første ikke-europæiske spiller til at være holdets anfører. 

## Klubkarriere

### El Nacional
Valencia begyndte sin karriere i sit hjemland med El Nacional, hvor han i 2003 gjorde sin professionelle debut.

### Villarreal og Recreativo
Valencia skiftede i 2005 til spanske Villarreal. Det lykkedes dog aldrig Valencia at gemmebryde for Villarreal, og han blev kort efter skiftet udlejet til Recreativo de Huelva.

### Wigan Athletic
Valencia blev i august 2006 udlejet til Wigan Athletic. Valencia imponerede på lejeaftalen, og i januar 2008 blev aftalen gjort permanent.

### Manchester United
Valencia skiftede i juni 2009 til Manchester United. Med en pris på 16 millioner pund blev han det dyreste salg i Wigans historie. Valencias debutsæson var en succes, og på trods af at United missede mesterskabet til Chelsea, så blev Valencia inkluderet i årets hold i ligaen.
2010-11 sæsonen resulterede dog i at Manchester United vandt mesterskabet, og Valencia blev hermed det første ecuadorianske spiller nogensinde til at vinde Premier League.  Valencia spillede i sæsonen også i Champions League finalen, men United tabte her til Barcelona.
2011-12 sæsonen blev den bedste individuelle sæson for Valencia, og ved sæsonens udgang blev han kåret til årets spiller i klubben, da han vandt Sir Matt Busby Player of the Year-prisen. I juli 2012 blev det annonceret at Valencia ville overtage den legendariske nummer 7 trøje, da Michael Owen forlod klubben. Overtagelsen af nummer 7 var dog ikke at være en succes, og efter en skuffende 2012-13 sæson, besluttede Valencia at opgive 7, og vende tilbage til nummer 25, som han havde spillet med tidligere.
Efter at have spillet hele sin karriere som fløjspiller, så han en markant ændring i sin rolle efter ankomsten af træner Louis van Gaal i 2014. Valencia blev i van Gaals system brugt som wing-back. Valencia imponerede i sin nye rolle, og der gik ikke længe før at Valencia blev set mere som back en som fløjspiller. Selv efter van Gaal blev fyret i 2016, fortsatte Valencia i sin nye rolle under José Mourinho. Han spillede den 19. marts 2017 sin kampe nummer 200 for klubben, og scorede også i kampen.
Efter at Michael Carrick gik på pension i 2018, blev Valencia valgt til holdets nye anfører. Han blev hermed den første ikke-europæiske spiller til at være anfører for Manchester United. Efter 2018-19 sæsonen valgte United ikke at forlænge kontrakten med Valencia, og han forlod klubben ved kontraktudløb.
I sin tid med først Wigan og senere Manchester United spillede Valencia i alt 325 kampe i Premier League, hvilke er flere end nogen anden sydamerikansk spiller nogensinde.

### LDU Quito
Valencia skiftede i juni 2019 tilbage til hjemlandet, da han skiftede til LDU Quito.

### Querétaro
Valencia skiftede i november 2020 til mexicanske Querétaro. Efter udgangen af 2020-21 sæsonen annoncerede Valencia, at han gik på pension.

## Landsholdskarriere
Valencia debuterede for Ecuadors landshold den 28. april 2004. Han var del af Ecuadors trupper til VM i 2006 og 2014, samt Copa América i 2007, 2011, Centenario og 2019.

## Titler
El Nacional
- Ecuadoriske Serie A: 1 (2005)

Manchester United
- Premier League: 2 (2010–11, 2012–13)
- FA Cup: 1 (2015–16)
- EFL Cup: 2 (2009–10, 2016–17)
- FA Community Shield: 3 (2010, 2013, 2016)
- UEFA Europa League: 1 (2016–17)

LDU Quito
- Copa Ecuador: 1 (2019)

Individuelle
- PFA Premier League Årets hold: 1 (2009–10)
- Sir Matt Busby Player of the Year: 1 (2011–12)
- Manchester United Spillernes årets spiller: 2 (2011–12, 2016–17)
- UEFA Europa League Sæsonens hold: 1 (2016–17)